# Hannibal (seriál)
Hannibal je americký televizní seriál. Seriál je založen na románu amerického spisovatele Thomase Harrise s názvem Červený drak. První a druhou sérii však provází i scény a události z knih Hannibal: Zrození, či z posledního díla Hannibal. Premiéru měl 4. dubna 2013 na americké televizní stanici NBC. Tvůrcem seriálu je Bryan Fuller.
První řada čítá celkem 13 dílů, stejně tak i druhá série. I přes průměrnou sledovanost a ratingy televize objednala i druhou, třináctidílnou řadu, která se své premiéry dočkala 28. února 2014. Dne 9. května 2014 NBC oznámila prodloužení Hannibala i o třetí sérii. Důvodem byly jednak velmi pozitivní ohlasy kritiky na celkové zpracování seriálu i na herecké výkony v hlavních rolích, jednak nenákladné natáčení, jež probíhalo v koprodukci se společnostmi Gaumont a AXN. Kromě vyzdvihování umělecké vizuální podoby se stával předmětem kontroverze kvůli své morbiditě a estetizaci násilí. Tvůrce seriálu Bryan Fuller se nechal slyšet, že má naplánován materiál na sedm řad. Dne 22. června 2015 však stanice NBC oznámila, že seriál po třetí řadě ruší.
V Česku byla první řada seriálu vysílána premiérově na stanici AXN každou středu od 10. dubna 2013. Druhá série odstartovala 9. dubna 2014 na téže stanici. Od 30. června 2014 seriál začala vysílat také na Prima Cool.

## Děj
Uznávaný psychiatr Dr. Hannibal Lecter má za úkol pomáhat agentovi Willu Grahamovi, agentovi, který se dokáže vcítit do mysli těch nejzvrácenějších sériových vrahů. To, co agent Graham netuší, je skutečná povaha jeho psychiatra.

## Obsazení
| Hugh Dancy            | zvláštní agent Will Graham               |
| Mads Mikkelsen        | Dr. Hannibal Lecter                      |
| Caroline Dhavernas    | Dr. Alana Bloom                          |
| Lara Jean Chorostecki | Freddie Lounds                           |
| Aaron Abrams          | Brian Zeller                             |
| Laurence Fishburne    | agent Jack Crawford                      |
| Kacey Rohl            | Abigail Hobbs                            |
| Raúl Esparza          | Dr. Frederick Chilton                    |
| Hettienne Park        | Beverly Katz                             |
| Gillian Andersonová   | Dr. Bedelia Du Maurier                   |
| Vladimir Jon Cubrt    | Jacob Hobbs                              |
| Katharine Isabelle    | Margot Verger                            |
| Scott Thompson        | Jimmy Price                              |
| Aaron Abrams          | Brian Zeller                             |
| Eddie Izzard          | Abel Gideon                              |
| Michael Pitt          | Mason Verger                             |
| Joe Anderson          | Mason Verger (znetvořený)                |
| Gina Torres           | Phyllis "Bella" Crawford                 |
| Anna Chlumsky         | Miriam Lass                              |
| Dan Fogler            | Franklin                                 |
| Daniel Kash           | Carlo Deogracias                         |
| Demore Barnes         | Tobias Budge                             |
| Ellen Muth            | Georgia Madchen                          |
| Mark O'Brien          | Randall Tier                             |
| Richard Armitage      | Francis Dolarhyde (The Great Red Dragon) |
| Rutina Wesley         | Reba McClane (The Woman Clothed in Sun)  |

## Epizody
| Řada | Díly | Premiéra v USA | Premiéra v USA  | Premiéra v ČR  | Premiéra v ČR      |
| Řada | Díly | První díl      | Poslední díl    | První díl      | Poslední díl       |
| ---- | ---- | -------------- | --------------- | -------------- | ------------------ |
| 1    | 13   | 4. dubna 2013  | 20. června 2013 | 10. dubna 2013 | 3. července 2013   |
| 2    | 13   | 28. února 2014 | 23. května 2014 | 9. dubna 2014  | 2. července 2014   |
| 3    | 13   | 4. června 2015 | 29. srpna 2015  | 19. srpna 2015 | 11. listopadu 2015 |

## Vysílání
Čtvrtá epizoda první série, Œuf, byla z vysílání na NBC stažena, protože se v ní vyskytovala zápletka s dětmi, které byly nuceny zabíjet. Některé servery se mylně domnívaly, že epizoda byla stažena kvůli podobnostem s masakrem v Bostonu, tvůrce tohoto seriálu to však vyvrátil. U nás se tato epizoda odvysílala, v Americe byla poupravena a zveřejněna na oficiálním YouTube kanálu NBC; nebyla tam obsažena zápletka s dětmi, které byly nuceny zabíjet, ale pouze scény s Willem Grahamem a Hannibalem Lecterem, které měly přiblížit jejich vztah.